# 324
| 324                |
| ------------------ |
| Dødsfald - Fødsler |
|                    |

| Gregoriansk kalender | 324 CCCXXIV             |
| Ab urbe condita      | 1077                    |
| Armensk kalender     | I/T                     |
| Kinesiske kalender   | 3020 – 3021 癸未 – 甲申 |
| Etiopisk kalender    | 316 – 317               |
| Jødisk kalender      | 4084 – 4085             |
| Hindukalendere       |                         |
| - Vikram Samvat      | 379 – 380               |
| - Shaka Samvat       | 246 – 247               |
| - Kali Yuga          | 3425 – 3426             |
| Iransk kalender      | 298 BP – 297 BP         |
| Islamisk kalender    | 307 BH – 306 BH         |

Se også 324 (tal)

## Begivenheder
- Konstantin den Store bliver Romerrigets eneherre.